# دان راسيل
دان راسيل (بالإنجليزية: Dan Russell)‏ هو فنان قصص مصورة ورسام كارتون أسترالي، ولد في 26 مارس 1906 في Millers Point, New South Wales ‏ في أستراليا، وتوفي في 1999 في أورانج في أستراليا.